# Liquid Tension Experiment 2
A Liquid Tension Experiment 2 az amerikai Liquid Tension Experiment második nagylemeze, mely 1999-ben jelent meg a Magna Carta jóvoltából. A korongon elődjéhez hasonlóan, ismét instrumentális progresszív metal és jazz hallható. A korong ismét pozitív fogadtatásra talált, melynek produceri munkálatait megintcsak a zenekar látta el.

## Háttér
Az anyagon hallható dalokban Tony Levin szinte kizárólag Chapman Stick-en játszik, basszusgitár csak az Another Dimension egyes részleteiben hallható. Emellett Levin fretless basszusgitárt is használt, mégpedig a Biaxident című dalban. A felvételek közben John Petrucci több alkalommal is távol maradt a stúdiótól, hogy minél több időt tudjon tölteni feleségével és újszülött kislányukkal.
Távozásakor az együttes éppen a When the Water Breaks dalon dolgozott, így ebben a szerzeményben csecsemő sírás is hallható.
Petrucci távolléte alatt Levin, Rudess és Portnoy tovább zenélt, többek között ekkor született meg a 2007-es Spontaneous Combustion album nagy része. A Chewbacca és a Liquid Dreams dalok már Petrucci visszatérése után születtek meg. A Hourglass egy gitár-billentyű kompozíció az első lemezen hallható State of Grace stílusában.
A Biaxident című dal címe egy olyan gyógyszer után kapta a nevét, melyet Petrucci fejfájás ellen szedett a stúdiózás alatt. Az Acid Rain című dalban Petrucci 7 húros gitárt használt, érdekesség, hogy a negyedik perc után egy olyan gitártéma hallható, mely kísértetiesen hasonlít Al Di Meola Race With Devil On Spanish Highway című klasszikusára. A dalnak egy élő változata is meghallgatható a Dream Theater Live Scenes from New York című koncertlemezén, melyben Levin részeit John Myung hathúros basszusgitáron játssza.

## Számlista
|    | Cím                   | Hossz |
| -- | --------------------- | ----- |
| 1. | Acid Rain             | 6:36  |
| 2. | Biaxident             | 7:40  |
| 3. | 914                   | 4:01  |
| 4. | Another Dimension     | 9:50  |
| 5. | When the Water Breaks | 16:58 |
| 6. | Chewbacca             | 13:35 |
| 7. | Liquid Dreams         | 10:48 |
| 8. | Hourglass             | 4:25  |

## Közreműködők
- John Petrucci - gitár
- Tony Levin - basszusgitár, Chapman Stick
- Mike Portnoy - dob, ütőhangszerek
- Jordan Rudess - billentyűs hangszerek

## Fordítás
- Ez a szócikk részben vagy egészben  a   Liquid Tension Experiment 2 című angol Wikipédia-szócikk fordításán alapul.  Az eredeti cikk szerkesztőit annak laptörténete sorolja fel. Ez a jelzés csupán a megfogalmazás eredetét és a szerzői jogokat jelzi, nem szolgál a cikkben szereplő információk forrásmegjelöléseként.